# Чухно Парасковія Григорівна
Парасковія (Параскева) Григорівна Чухно (15 жовтня 1898, село Пологи-Яненки Полтавської губернії, тепер Бориспільського району Київської області — 1979, місто Житомир) — українська радянська діячка, голова колгоспу імені 131-го (Н-ського) Таращанського полку (імені Леніна) Довбиського району Житомирської області. Герой Соціалістичної Праці (7.06.1950). Депутат Верховної Ради СРСР 3—4-го скликань.

## Життєпис
Народилася в бідній селянській родині Григорія Білоуса. З дитячих років наймитувала, працювала пастухом в поміщика Горчакова.
З 1930 по 1932 рік навчалася в Київській дворічній школі партійно-господарського активу.
Член ВКП(б) з 1932 року.
У 1932—1933 роках — завідувач ферми колгоспу імені ІІІ-го Комуністичного Інтернаціоналу села Соколів Пулинського (Новоград-Волинського) району Житомирщини.
У 1933—1934 роках — голова колгоспу імені Ворошилова села Вацлавпіль (Ясна Поляна) Пулинського району; голова колгоспу імені Петровського села Киянки Новоград-Волинського району. У 1934 році переїхала разом із чоловіком до села Великий Луг Пулинського району Житомирщини.
У 1935—1941 роках — голова колгоспу імені 131-го (Н-ського) Таращанського полку села Великий Луг Пулинського (Червоноармійського) району Житомирської області.
Під час німецько-радянської війни була евакуйована в Киргизьку РСР, працювала в колгоспі «Новый быт» села Совєтскоє Базар-Коргонського району. У 1944 році повернулася на Житомирщину.
У 1944 році — заступник голови виконавчого комітету Щорської (Довбиської) районної ради депутатів трудящих Житомирської області.
З серпня 1944 по 23 вересня 1959 року — голова колгоспу імені 131-го (Н-ського) Таращанського полку (потім — імені Леніна) села Великий Луг Довбиського (потім — Червоноармійського, Пулинського) району Житомирської області.
З 1959 року — на пенсії в селі Великий Луг Червоноармійського району та в місті Житомирі Житомирської області.

## Нагороди
- Герой Соціалістичної Праці (7.06.1950)
- орден Леніна (7.06.1950)
- два ордени Трудового Червоного Прапора (17.05.1948, 26.02.1958)
- орден «Знак Пошани» (7.02.1939)
- ордени
- медалі ВДНГ СРСР